# Metropolitan Borough of Stockport
Stockport ist ein Metropolitan Borough im Metropolitan County Greater Manchester in England. Verwaltungssitz ist die gleichnamige Stadt Stockport, in der etwa die Hälfte der Bevölkerung lebt. Weitere bedeutende Orte im Borough sind Bramhall, Bredbury, Cheadle, Cheadle Hulme, Davenport, Hazel Grove, Marple, Mellor, Reddish und Romiley.
Die Reorganisation der Grenzen und der Kompetenzen der lokalen Behörden führte 1974 zur Bildung des Metropolitan Borough. Fusioniert wurden dabei der County Borough Stockport, die Urban Districts Bredbury and Romiley, Cheadle and Gatley, Hazel Grove and Bramhall und Marple. Diese Gebietskörperschaften gehörten zuvor zur Grafschaft Cheshire.
1986 wurde Stockport faktisch eine Unitary Authority, als die Zentralregierung die übergeordnete Verwaltung der Grafschaft auflöste. Stockport blieb für zeremonielle Zwecke Teil von Greater Manchester, wie auch für einzelne übergeordnete Aufgaben wie Polizei, Feuerwehr und öffentlicher Verkehr.